# Most Maria Pia

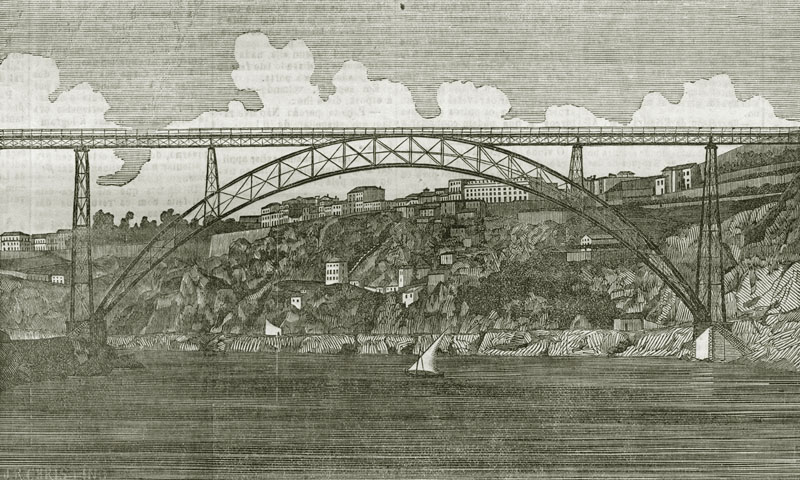
Most Maria Pia w 1877

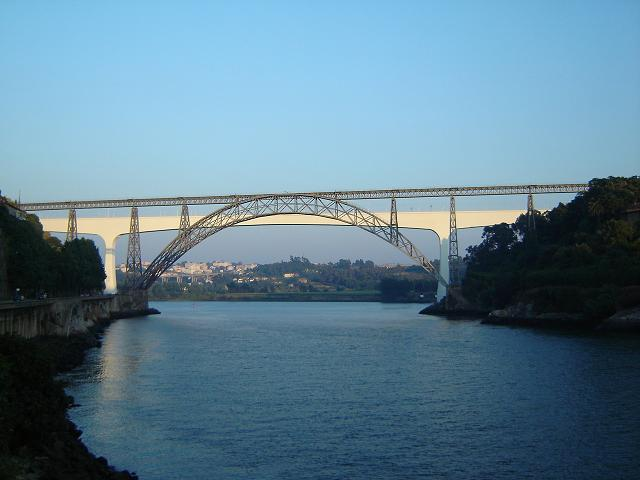
Zdjęcie mostu "Maria Pia" od strony wschodniej

Maria Pia (Ponte Maria Pia) – żelazny most kolejowy nad rzeką Duero w Portugalii, nazwany tak na cześć królowej Marii Pii Sabaudzkiej, żony króla Ludwika I.
Łączy Porto z Vila Nova de Gaia. Zbudowany w 1877 roku przez firmę Gustave'a Eiffela, według projektu inż. Teofila Seyriga. Budowa trwała od 1 stycznia 1876 do 4 listopada 1877. Jednoprzęsłowy most był w chwili ukończenia mostem o najdłuższym przęśle na świecie (160 m). To pierwsze w historii połączenie kolejowe obu brzegów rzeki Duero dopiero w roku 1991 zostało wycofane z użycia. W ostatnim okresie jego funkcjonowania szybkość pociągu nie mogła przekroczyć 20 km/godz. i to ze znacznymi ograniczeniami ciężaru. Zalecany przez konstruktorów okres eksploatacji mostu został znacznie przekroczony. W roku 2009 przeprowadzono na moście szereg prac konserwacyjnych.